# Lebensalter (Hölderlin)
Lebensalter ist ein Gedicht von Friedrich Hölderlin. Es steht in einem Zyklus von neun Gedichten, den Hölderlin brieflich als Nachtgesänge bezeichnet hat.

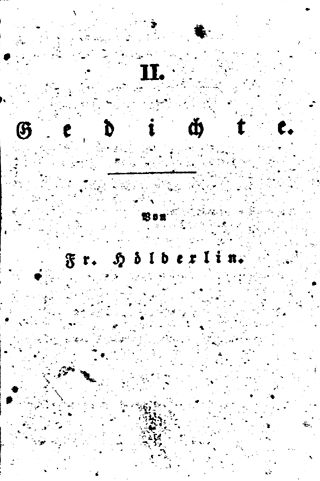
Titelseite der Nachtgesänge in Wilmans’ Taschenbuch.

## Entstehung und Überlieferung
Hölderlin hat Lebensalter vermutlich Ende 1803 oder Anfang 1804 verfasst. Eine Handschrift ist nicht bekannt. Der erste Textzeuge ist der Druck der Nachtgesänge im Taschenbuch für das Jahr 1805. Der Liebe und Freundschaft gewidmet des Frankfurter Verlegers Friedrich Wilmans. Im Taschenbuch sind die Gedichte allerdings nicht Nachtgesänge, sondern einfach „Gedichte. Von Fr. Hölderlin“ überschrieben. Lebensalter ist das achte der neun, zwischen Hälfte des Lebens und Der Winkel von Hahrdt. Das nächste Mal wurde es wie alle Nachtgesänge in den „Sämmtlichen Werken“ gedruckt, die Christoph Theodor Schwab (1821–1883) 1846 herausgab, und zwar im zweiten Band in einer Abteilung „Gedichte aus der Zeit des Irrsinns“, dann wieder in der Propyläen-Ausgabe von Norbert von Hellingrath, Friedrich Seebaß (1887–1963) und Ludwig von Pigenot (1891–1976).

## Text

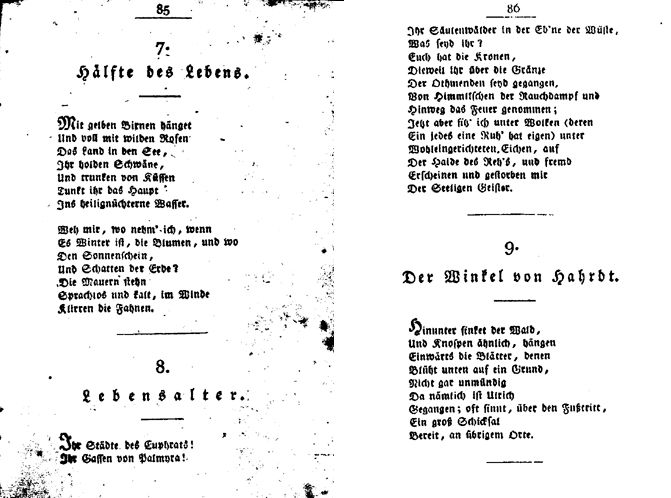
Lebensalter in Wilmans’ Taschenbuch.

Der folgende Text ist der historisch-kritischen Stuttgarter Ausgabe von Friedrich Beissner, Adolf Beck und Ute Oelmann (* 1949) entnommen. Er weicht vom Taschenbuch ab, weil Beissner Hölderlins vermutliche originale Schreibweise zu rekonstruieren versuchte. Weil zum Beispiel Hölderlin nie „tz“ schrieb, druckte Beissner Vers 10 „Jezt aber siz’ ich“ statt wie das Taschenbuch „Jetzt aber sitz’ ich“. Die neueren „Leseausgaben“ von Jochen Schmidt und Michael Knaupp bieten wieder etwas andere Versionen, was Wolfram Groddeck bissig kommentiert hat.
000000 Lebensalter

0000Ihr Städte des Euphrats!

0000Ihr Gassen von Palmyra!

0000Ihr Säulenwälder in der Eb’ne der Wüste!

0000Was seid ihr?

0500Euch hat die Kronen,

0000Dieweil ihr über die Gränze

0000Der Othmenden seid gegangen,

0000Von Himmlischen der Rauchdampf

0000Und hinweg das Feuer genommen;

0100Jezt aber siz’ ich unter Wolken (deren

0000Ein jedes eine Ruh’ hat eigen) unter

0000Wohleingerichteten Eichen, auf

0000Der Heide des Rehs, und fremd

0000Erscheinen und gestorben mir

0150Der Seeligen Geister

Aus Forster: Die Ruinen.
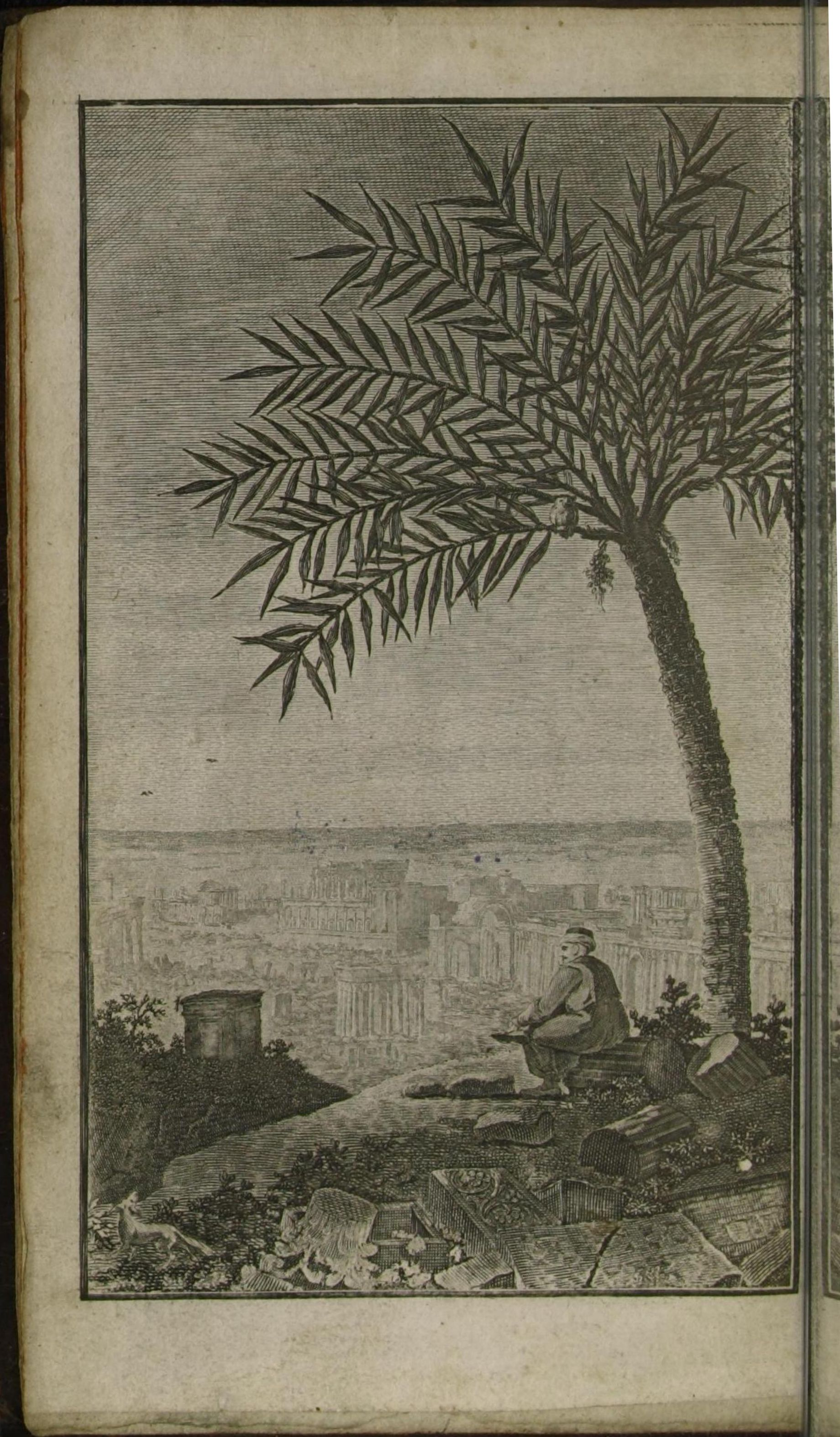
Titelkupfer
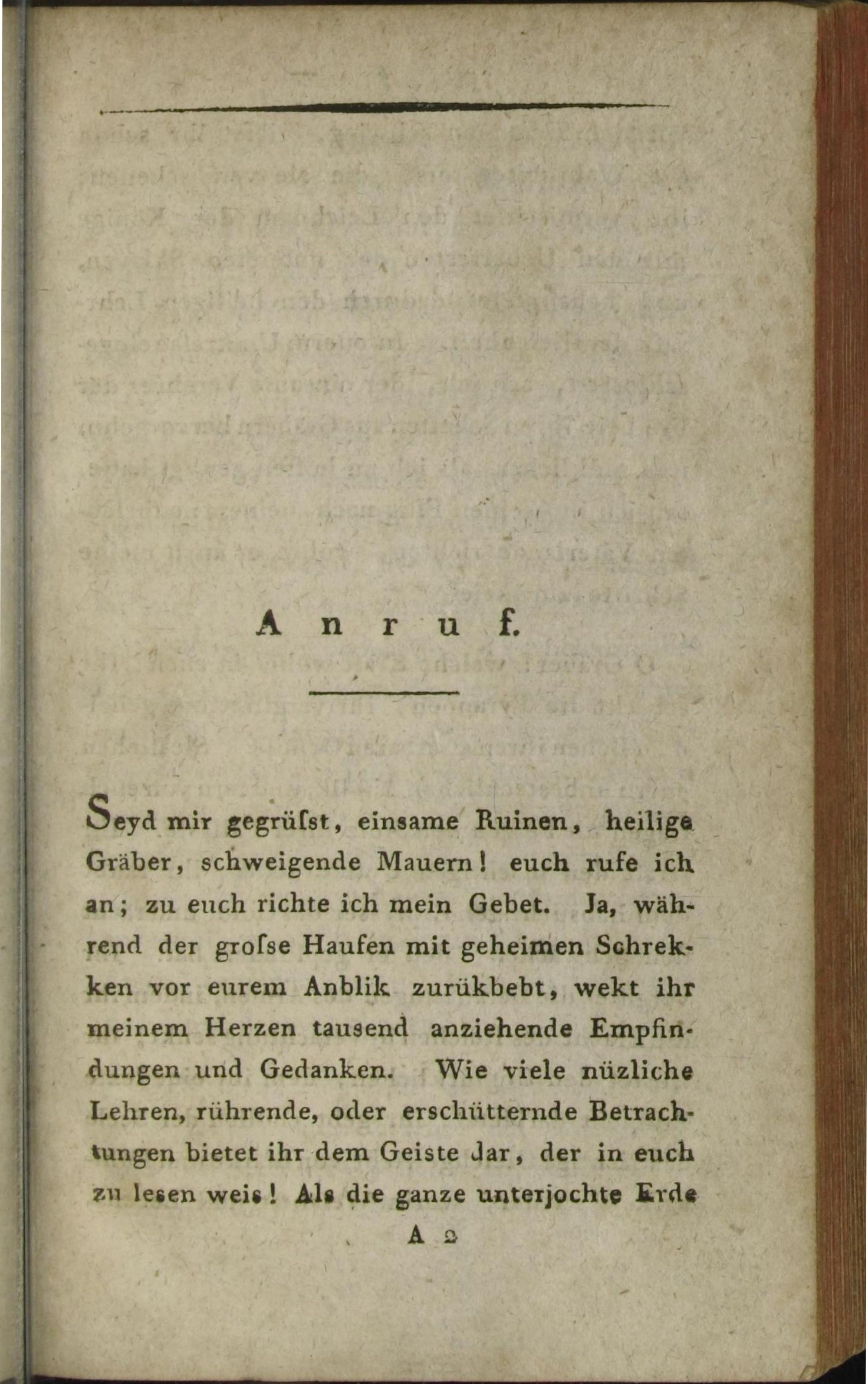
Anruf

## Anregung
Hölderlins mögliche Anregung zu seinem Gedicht hat der Mitherausgeber der Propyläen-Ausgabe Ludwig von Pigenot in Georg Forsters Übersetzung des Werkes des französischen Rationalisten Constantin François Volney Les Ruines Ou Méditations Sur Les Révolutions Des Empires entdeckt. Der Übersetzung „ist ein Kupfer beigegeben, das die Ruinen von Palmyra eindrucksvoll darstellt: im Vordergrund sitzt auf einem Hügel unter einer Palme ein Reisender, der nachdenklich über die Trümmerstätte zu seinen Füßen hinblickt. Die einleitenden Seiten, darin der Eindruck dieser ‚prächtigen aufrecht stehenden Säulen‘ geschildert und vom Untergange der einst so reichen Nachbarstätte <sic!> am Oberen Euphrat gesprochen wird, machen es beinahe zur Gewissheit, dass Hölderlin von diesem Buche zu seinem Gedicht angeregt worden ist. Volney ist Aufklärungsphilosoph, der in seinen sehr gelehrten Darlegungen die Göttermythen der Alten als verderblichen Irrwahn verwirft und einzig dem Genius der Vernunft huldigt. Es ist denkbar, dass das ‚Ich‘ in V. 10 des Hölderlinschen Gedichtes weniger das subjektive Ich des Dichters als (in der Art Hegels) das Ich des Zeitgeistes bedeutet, der sich Hölderlin in Volneys Darlegungen sehr offen zur Schau stellen mochte.“ von Pigenots Anregungshypothese ist in der Forschung akzeptiert. Das Titelkupfer zeigt allerdings eine Phantasieansicht Palmyras.

## Interpretation
Abgesehen von den Kommentaren der Gesamtausgaben ist Lebensalter von Esther Schär, Wolfgang Binder, Wolfram Groddeck, Hans Maier, Hans Gerhard Steimer und Michael Gehrmann interpretiert worden.
Es ist wie Hälfte des Lebens und Der Winkel von Hahrdt und im Gegensatz zu den ersten sechs Gedichten der Nachtgesänge, die Oden sind, in einem freien Rhythmus geschrieben. Der erste Vers ist mit dem letzten metrisch identisch. Inhaltlich gliedert es sich in zwei Teile von neun und sechs Versen. In den ersten neun Versen erinnert sich das lyrische Ich an den antiken Orient, in den verbleibenden sechs Versen macht es sich seine abendländische, „hesperische“ Gegenwart bewusst. Zwei „Lebensalter“ der Menschheit werden gemäß Hölderlins Geschichtssicht gegenübergestellt.
Dreifach wird zu Beginn der antike Orient aufgerufen, wie auch Georg Forsters Buch mit einem „Anruf“ beginnt. Die „Städte des Euphrats“ (Vers 1) bleiben ungenannt; vielleicht dachte Hölderlin an Babylon, das Babel der Bibel. Palmyra, in der Bibel und im heutigen Arabisch Tadmor oder Tadmur, alles „Palmenstadt“ bedeutend, liegt nicht am Euphrat, sondern auf halbem Wege zwischen dem Fluss und dem Mittelmeer. Die „Säulenwälder in der Eb’ne der Wüste“ (Vers 3) sind die Kolonnaden Palmyras mitten in der syrischen Wüste. Forster schreibt in seiner Übersetzung Volneys von „einer Menge unzähliger prächtiger aufrechtstehender Säulen, die sich, gleich den Alleen vor unseren Thiergärten, so weit das Auge reichen kann, in symmetrischen Reihen hinzogen“. Der „Vergleich der ‚Säulen‘ mit ‚Alleen‘ verdichtet sich bei Hölderlin zur Metapher der ‚Säulenwälder‘“.
Aber nicht die Pracht der Antike evoziert Hölderlin, sondern deren Ruinen. Palmyra wurde nach seiner Blüte unter der Königin Zenobia Ende des 3. Jahrhunderts n. Chr. von den Römern zerstört. Die Städte am Euphrat, Palmyra und Palmyras Säulen blühten nach Hölderlins Geschichtsauffassung wie Griechenland, das ausgespart und „dennoch <…> ungenannt da“ ist, in einer Zeit, als die Menschen mit ihrer Kultur und die pantheistisch gesehene Gott-Natur in liebender Harmonie, heiliger Festlichkeit lebten. Diese Zeit ist vergangen, und zwar so gründlich, dass der Dichter nicht wie sonst „Wo?“ fragt, etwa in Der Archipelagus (Vers 62) „Sage, wo ist Athen?“. So wird suchend, sehnend gefragt. „Was seid ihr?“ (Vers 4) klingt ernster, fundamentaler, eine Frage nach dem Wesen der Ruinen, dem Sinn der Geschichte. Ähnlich ratlos fragt Hölderlin in Patmos (Vers 151) und Mnemosyne (erste Fassung Vers 35) angesichts des Endes einer Ära des Glücks: „was ist diß?“
Danach wechselt die Zeitform vom Präsens ins Perfekt. In „einer kühn gebauten Periode“ begründet der Dichter den Untergang der antiken Welt. In der Prosa des Alltags hieße der Satz: „Der Rauchdampf und (Vers 8) das Feuer (9) von Himmlischen (8) hat euch die Kronen (5) hinweg genommen (9) dieweil ihr über die Gränze der Othmenden gegangen seid (5, 6).“ Hölderlin schreibt in „harter Fügung“, die seine Gedichte dieser Jahre prägt. Die Menschen haben die ihnen gesetzten Grenzen überschritten. Der Zeilensprung „die Gränze / Der Othmenden“ macht die Grenzüberschreitung sinnlich wahrnehmbar. Der Hybris der Menschen wegen haben die Himmlischen die „Kronen“ (Vers 5), vielleicht die Kapitelle der Säulen, mit Feuer hinweggenommen. Hölderlin mag hier, wie bei den Städten am Euphrat an Babylon, an den Turmbau zu Babel gedacht haben. Auch der „Rauchdampf“ ist eine Bibelreminiszenz. Nach Luthers Übersetzung kommt das Wort in Joel 3,3  vor – „Und ich will Wunderzeichen geben am Himmel und auf Erden: Blut, Feuer und Rauchdampf“ – und als Zitat aus Joel in der Apostelgeschichte (Apg 2,19 ). Hölderlin deutet die Zerstörung durch die Römer um in einen Weltenbrand, eine Ekpyrosis, die „Auflösung des Daseins im (‚göttlichen‘) Feuer, die in der stoischen Kosmologie jeweils am Ende einer Weltperiode stattfindet“.
„Jezt aber siz’ ich“: Mit der Rückkehr zum Präsens und dem ersten Auftritt des „Ich“ vollzieht sich die Wendung zum zweiten „Lebensalter“, der Weltperiode der Gegenwart des Dichters. Er scheint in einer Idylle zu sitzen, in geschichtslos-unschuldiger Natur, unter Wolken, unter Eichen, auf der Heide des Rehs, in einer Landschaft des Nordens. Hölderlin zitiert damit, für die Zeitgenossen deutlich, die ihm gut bekannte Ossian-Dichtung von James Macpherson, in der Ossian unter einer Eiche, Wolken, die „Heide des Rehs“, im Original „Heath of the deer“, sowie die Geister der Verstorbenen prominent figurieren. In der Idylle aber fühlt sich das Ich einsam, bedürftig. Vielleicht erinnern es die Wolken an den „Rauchdampf“, die „wohleingerichteten Eichen“ an die „Säulenwälder“. Es sieht in seiner Phantasie Städte, Gassen, Säulenwälder, aber „der Seeligen Geister“ erscheinen ihm – „harte Fügung“ macht die Aussage pathetisch – „fremd“, mit Recht, denn es lebt in einem anderen „Lebensalter“. In der geschichtlichen Nacht der Götterferne weiß sich Hölderlin in diesem „Nachtgesang“ wie in Der Archipelagus Vers 241: „Aber weh! es wandelt in Nacht, es wohnt, wie im Orkus, / Ohne Göttliches unser Geschlecht.“
Der auf die Wolken bezogene Klammersatz „(deren / Ein jedes eine Ruh’ hat eigen)“ ist grammatisch unverständlich. Von etlichen Konjekturen ist die Friedrich Beissners am plausibelsten, „deren“ sei verderbt für „darin“, richtig laute der Klammersatz „(darin / Ein jedes eine Ruh’ hat eigen)“. Das gebe den „Sinn: alles Vergangene ist in die Wolken gerettet, es ruht dort verborgen, und der Gedanke des unter den Wolken Sitzenden schafft in schwermütig heiligem Angedenken sich die Gestalten der aufgehobenen Vergangenheit neu“. „Ein jedes“ meint nach Esther Schär die Städte und Tempel und die Menschen, die sie schufen. Dies alles habe „darin“, in den Wolken, „eine Ruh’“ eigen, die weltgeschichtliche Ruhe der Zeit der Götterferne. Vielleicht sei der Text in Wilmans’ Taschenbuch nachgerade der richtige; „mit Hilfe einer kleinen sprachlichen Gewaltsamkeit“ wolle der Dichter auf die „Wolken“, nämlich die Überlieferung, die „uns Heutigen von den alten Zeiten <…>, von den frühen Göttern und den seligbegeisterten Menschen“ sagt, hinweisen.
Für Binder ist Lebensalter ein Gedicht der Trauer. Die Klage sei „unüberhörbar und um so erschütternder, als sie den Schmerz nicht benennt, sondern einzig in jenem ‚Ihr‘ laut werden läßt und dann in das nüchterne Fazit ‚fremd und gestorben‘ verschließt.“ Schär meint, hinweggenommen von den Göttern heiße zugleich „aufgehoben bei ihnen“. Die Vernichtung durch Feuer und Rauchdampf sei nicht nur Strafe, sondern auch „Heimsuchung“ im Wortsinn. „Weil die Sterblichen bei den Himmlischen, in der Ruhe aufgehoben sind, deshalb heißen sie am Schluß des Gedichts die ‚Seeligen‘.“ So entbehre das Gedicht nicht „einer ganz leisen frommen Zuversicht“. Groddeck möchte das Rätselhafte in dem Gedicht akzeptieren. Es entziehe sich einer eindeutigen Interpretation, realisiere die Frage nach der Bedeutung von Überlieferung – „Was seyd ihr?“ – bis an die Grenze der Beantwortbarkeit. Der Leser werde „dem Gedicht keinen Sinn entnehmen“, aber er könne „sich das zerbrechliche und vielleicht schon zerrüttete Textgebilde zu eigen machen als ein besonderes Medium der philosophisch-poetischen Meditation“.